# Psychotria welwitschii
Psychotria welwitschii là một loài thực vật có hoa trong họ Thiến thảo. Loài này được (Hiern) Bremek. miêu tả khoa học đầu tiên năm 1933.